# Jerrishøj
Jerrishøj (dansk) eller Jerrishoe (tysk) er en landsby og kommune beliggende på gesten sydvest for Flensborg i Sydslesvig. Administrativt hører kommunen under Slesvig-Flensborg kreds i den nordtyske delstat Slesvig-Holsten. Kommunen samarbejder på administrativt plan med andre kommuner i omegnen i Eggebæk kommunefællesskab (Amt Eggebek). I kirkelig henseende ligger byen i Eggebæk Sogn. Sognet lå i Ugle Herred (Flensborg Amt, Slesvig), da området tilhørte Danmark.

## Geografi
Kommunen er beliggende i en sandet hedeegn på den slesvigske gest (midtslette). Kommunens dominerende erhverv er landbruget. Vest for landsbyen er der oprettet et større borger-vindmøllepark. 
Grænsen til Vanderup Sogn markeres gennem Jerrisbækken, som løber herfra mod syd mod Sollerup, hvor den munder i Trenen. Tæt ved Jerrisbækken ligger Jerrishøj Skov.
Til kommunen hører også Jerrishøjmark (Jerrishoefeld).

## Historie
Byen blev første gang nævnt i 1196 som Erijshogh. Forleddet er gengivelse af personnavn Erik eller Jerrik (oldnordisk Eiríkr) med diftongering af det lange e. Navneformen med Ieric optræder i jyske kilder fra begyndelsen af det 14. århundrede. Efterleddet er fra glda. høgh (høj). Efterleddet blev i de syd- og sønderyske dialekter i det 14. Årh. til -ygh, i Fjoldemålet senere til -øj (med lukket ø). En anden forklaring bringer stednavnet i forbindelse med jern (Jerrishøj ≈ Jernhøj). Omkring Jerrishøj fandtes udstrakte egeskove, hvor der tidligere blev udvindet jern af myremalm.

## Våben
Våbenskjoldet viser en ambolt og et egeblad i de slesvigske/sønderjyske farver blå og gul. Ambolten står for den tidligere jernproduktion i landsbyen, egebladet til den nærliggende skov.